# Sergio Abramo
Sergio Abramo (Catanzaro, 29 marzo 1958) è un politico e imprenditore italiano, più volte sindaco di Catanzaro e presidente dell'omonima provincia dal 2018 al 2022.

## Biografia
Ha conseguito la maturità scientifica e ha frequentato corsi di management imprenditoriale presso l'università Bocconi di Milano. Inizia la sua attività lavorativa presso l'azienda di famiglia "le grafiche Abramo s.r.l." dove nel 1986 diviene Presidente e Amministratore delegato, cariche che manterrà fino al 1997. Nel 1988 è eletto presidente dei giovani industriali calabresi, nel 1996 fa parte della giunta nazionale di Confindustria. È stato Presidente della Sorical (dal 2010) società a capitale misto pubblico/privato che gestisce l'approvvigionamento e la fornitura dell'acqua ad uso potabile sul territorio della Regione Calabria.

## Attività politica

### Sindaco di Catanzaro (1997-2005)
La sua attività politica ha inizio nel 1997, infatti in quest'anno viene eletto sindaco del comune di Catanzaro a capo di uno schieramento di centrodestra, verrà rieletto nel 2001, sempre a capo di uno schieramento di centrodestra, con una maggioranza "bulgara" del 71,4% facendolo risultare il candidato sindaco più votato d'Italia. Tra il 1998 e il 2005 ricoprirà anche la carica di Presidente ANCI Calabria e dal 2001 al 2005 è componente del direttivo nazionale di Anci.

### Candidatura alla presidenza della Regione Calabria
Nel 2005 viene scelto dalla Casa delle libertà come candidato a Presidente della giunta regionale Calabrese ma perderà le elezioni del 3 e 4 aprile 2005 nello scontro elettorale con Agazio Loiero candidato de L'Unione che otterrà il 59,0% dei voti contro il 39,7% raccolto da Abramo, entrerà comunque in Consiglio Regionale in quanto candidato Presidente e ricoprirà la carica di Capogruppo del gruppo misto e di componente della commissione consiliare Bilancio e programmazione.

### Sindaco di Catanzaro (2012-2022)
Nel 2012 viene scelto dal centrodestra come prossimo candidato alla carica di sindaco di Catanzaro dopo le dimissioni di Michele Traversa, eletto un anno prima, che ha optato per la carica di deputato. Viene appoggiato da PdL, Alleanza di Centro, Partito Repubblicano Italiano - Nuovo Psi - Udeur, Alleanza per l'Italia, la lista Scopelliti Presidente e altre tre civiche.
Durante la conta dei voti, il 7 maggio, quando Sergio Abramo era in testa con una percentuale del 49,96% contro il 43,4% del candidato del centrosistra Salvatore Scalzo, è stata disposta la chiusura dello scrutinio alle Sezioni 84, 85, 86, per l'invio alla Commissione Elettorale Circondariale per il riavvio in presenza di un Magistrato. Alla sera la riconta del seggio 84 ha prodotto un risultato fedele a quello che si era avuto durante la normale procedura. Nella tarda mattinata del 9 maggio, anche la conta della sezione 86 ha prodotto il medesimo risultato del primo spoglio. Il 10 maggio è emerso, a seguito del riconteggio delle schede della sezione n. 85, il superamento del quorum per 130 voti, da parte di Sergio Abramo che si colloca al 50,23% e viene proclamato Sindaco di Catanzaro.

#### Indagini della Procura di Catanzaro
Successivamente alla proclamazione del sindaco, la procura della Repubblica ordina il sequestro delle schede elettorali di tutti i 90 seggi. Il sequestro avrebbe lo scopo di riscontrare l'ipotesi di reato di corruzione elettorale.
Sergio Abramo con una propria nota ha espresso la propria soddisfazione circa il sequestro delle schede, ritenendo importante fare luce su eventuali responsabilità di natura penale ascrivibili e singoli individui.

#### Annullamento del voto da parte del TAR e commissariamento
Il 22 novembre 2012 il Tar Calabria ha annullato i verbali di proclamazione del Sindaco e del Consiglio Comunale di Catanzaro eletti dopo il voto amministrativo del maggio 2012 e contestualmente ha disposto il ritorno alle urne in 8 sezioni elettorali; la decisione dei giudici amministrativi giunge dopo i ricorsi presentati dal candidato Sindaco del centrosinistra Salvatore Scalzo e da parte del centrosinistra.
Il 23 novembre 2012 dopo la notifica del provvedimento assunto dal Tar Calabria, il Prefetto di Catanzaro ha nominato il Commissario prefettizio alla guida del Comune di Catanzaro sostituendo Abramo in attesa di indire nuove elezioni.

#### Elezioni parziali del 2013
Il 20 e 21 gennaio 2013 si sono ripetute le operazioni elettorali in 8 sezioni del comune di Catanzaro a seguito della sentenza del TAR della Calabria che ha annullato le elezioni del maggio 2012 in 8 sezioni, quindi è avvenuto un nuovo confronto tra i candidati a sindaco Sergio Abramo (centrodestra) e Salvatore Scalzo (centrosinistra); al termine delle operazioni di scrutinio Sergio Abramo è risultato vincente al primo turno con il 50,6% dei voti confermandosi quindi Sindaco di Catanzaro.

#### Presidente del Consiglio delle autonomie locali
Il 4 febbraio 2013 Abramo viene eletto Presidente del Consiglio delle autonomie locali della Regione Calabria; la sua elezione è avvenuta da parte delle rappresentanze delle amministrazioni locali calabresi.

#### Elezioni amministrative 2017 e provinciali 2018
Nel 2017 si è ripresentato per le elezioni amministrative, sostenuto da Forza Italia e cinque liste civiche, e viene rieletto sindaco al secondo turno con il 64,39% dei voti, battendo il candidato di centro-sinistra Vincenzo Ciconte.
Il 31 ottobre 2018 viene eletto alla carica di Presidente della Provincia di Catanzaro con 46.885 voti contro i 46.438 dello sfidante, il sindaco della città di Soverato, Ernesto Alecci.
L'8 settembre 2021, a meno di un mese dalle regionali in Calabria, decide di aderire a Coraggio Italia, nuovo partito di Luigi Brugnaro e Giovanni Toti che riuscirà a far eleggere due consiglieri regionali. Il 18 novembre diventa consigliere del presidente Brugnaro e membro della direzione nazionale del partito.